# Útifű

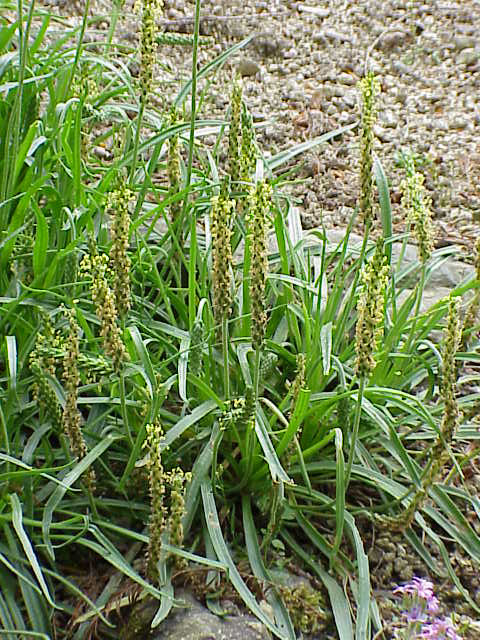
Plantago alpina

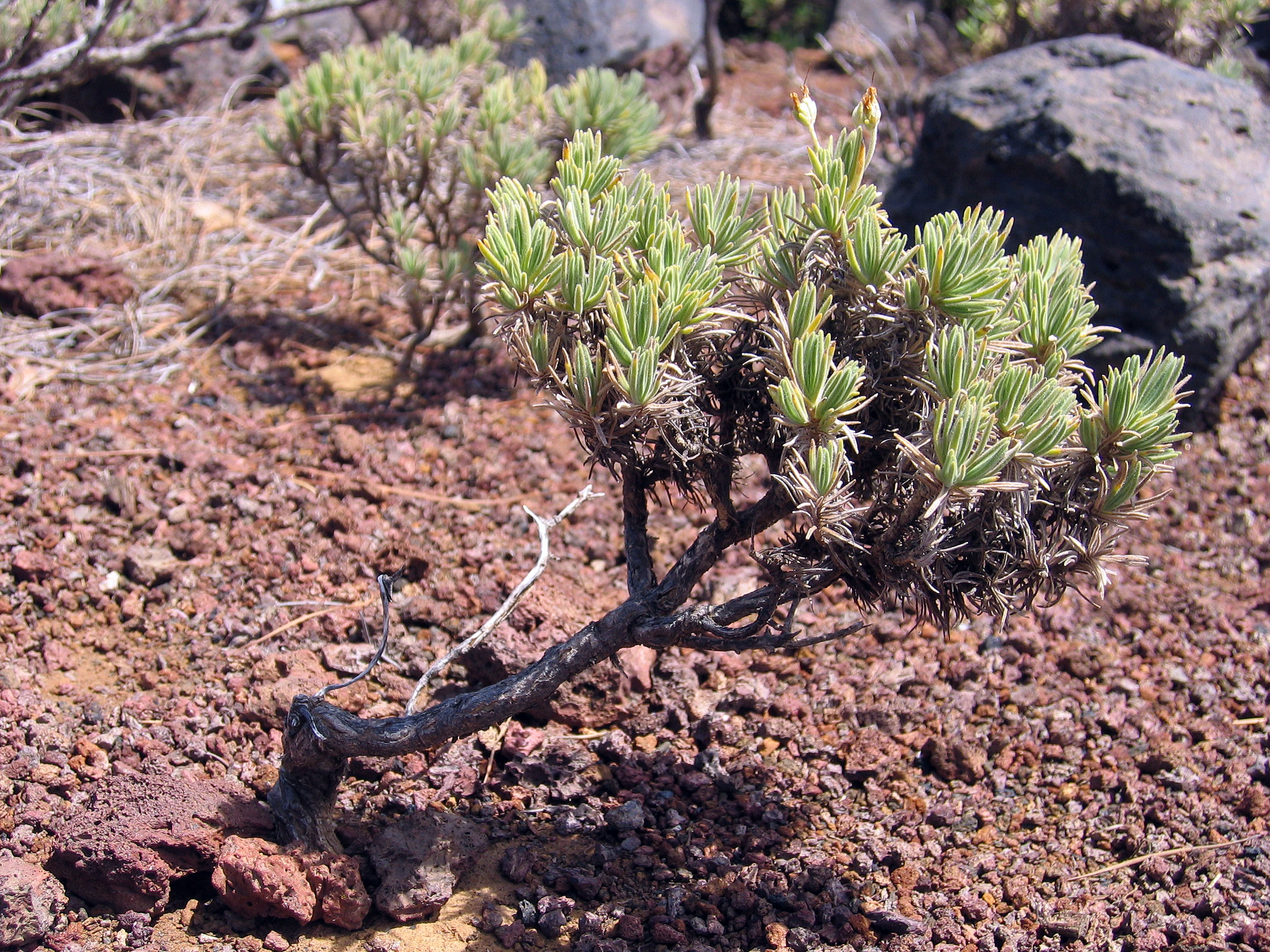
Plantago arborescens

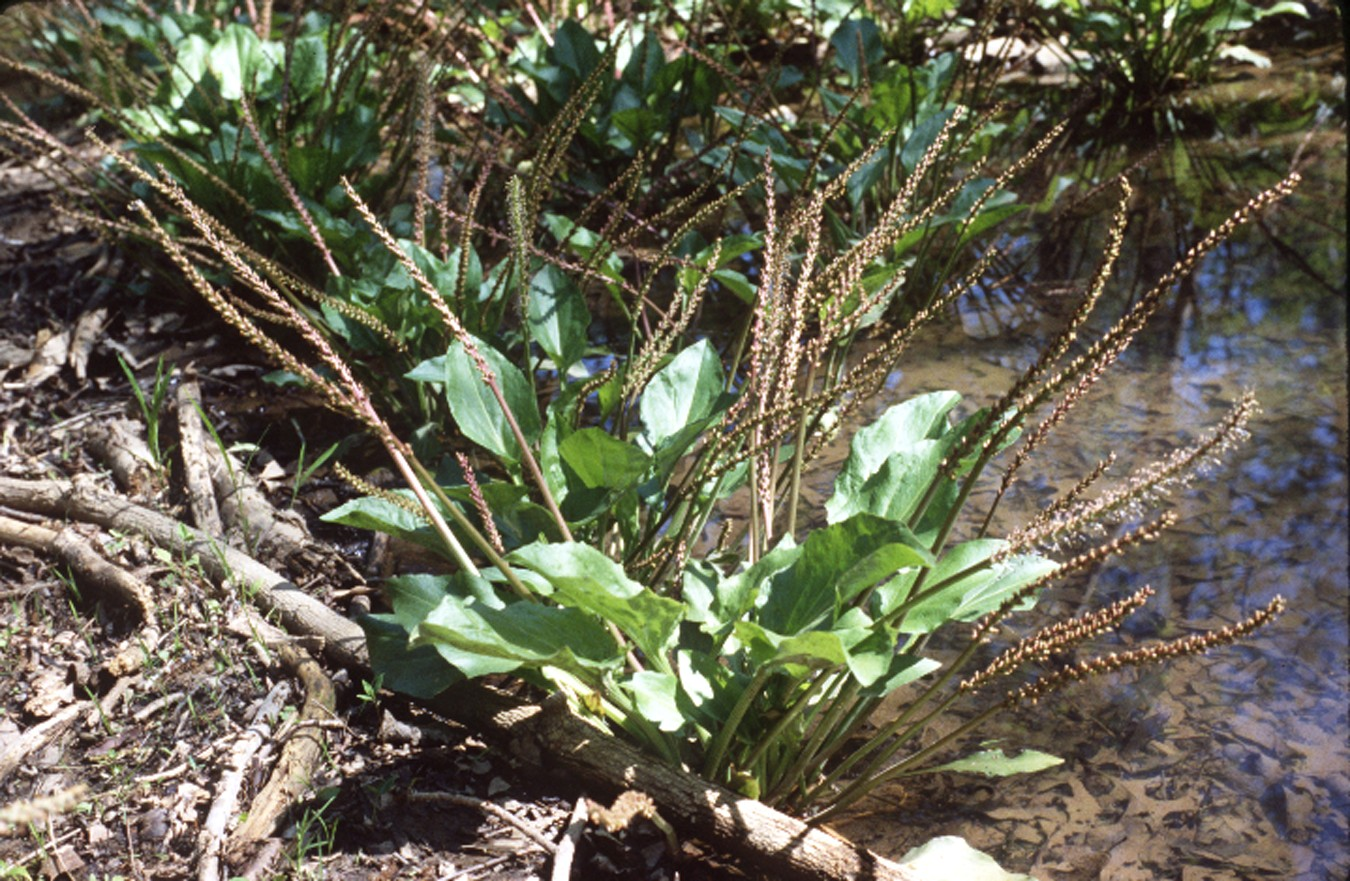
Plantago cordata

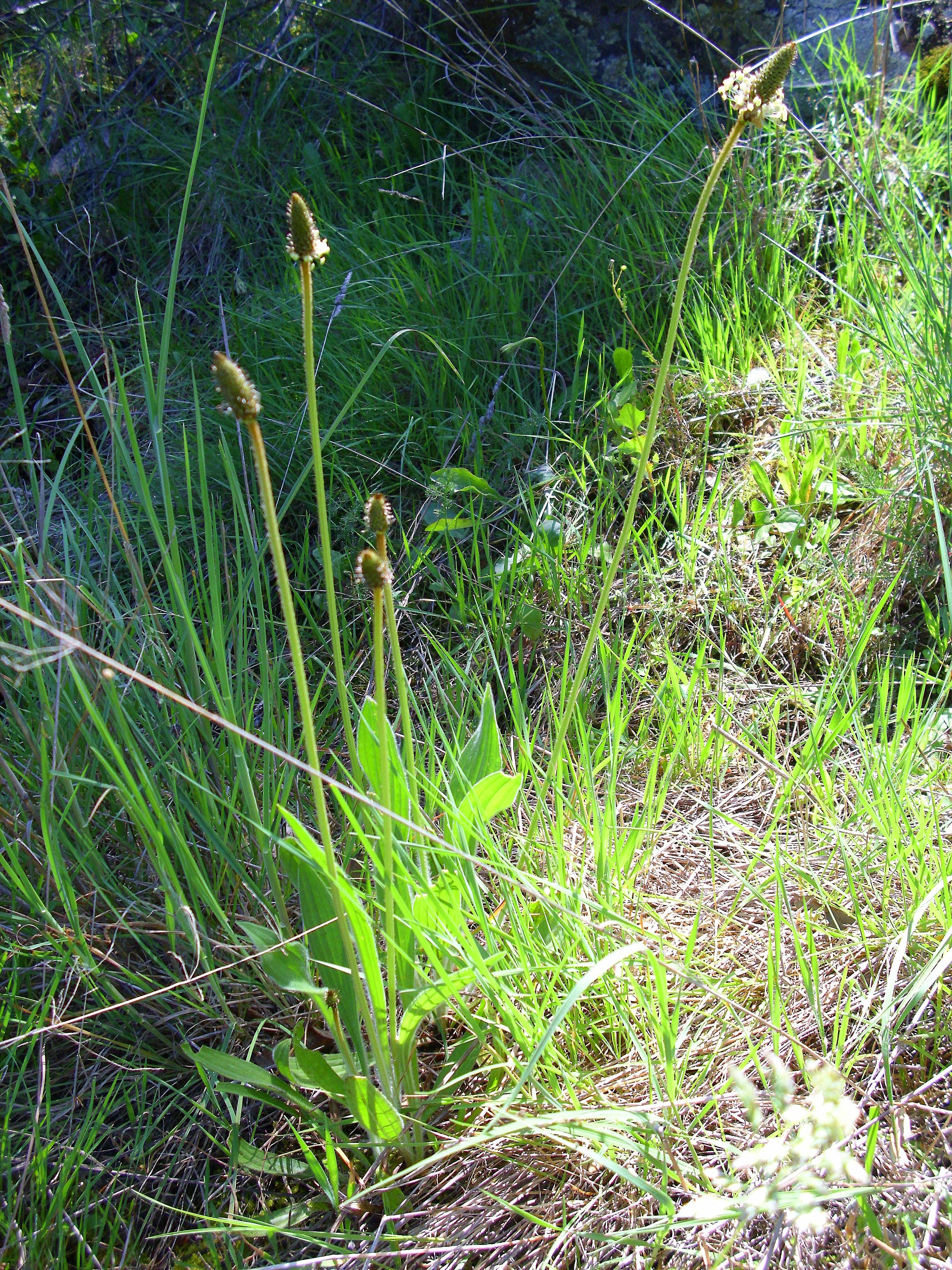
Plantago lagopus

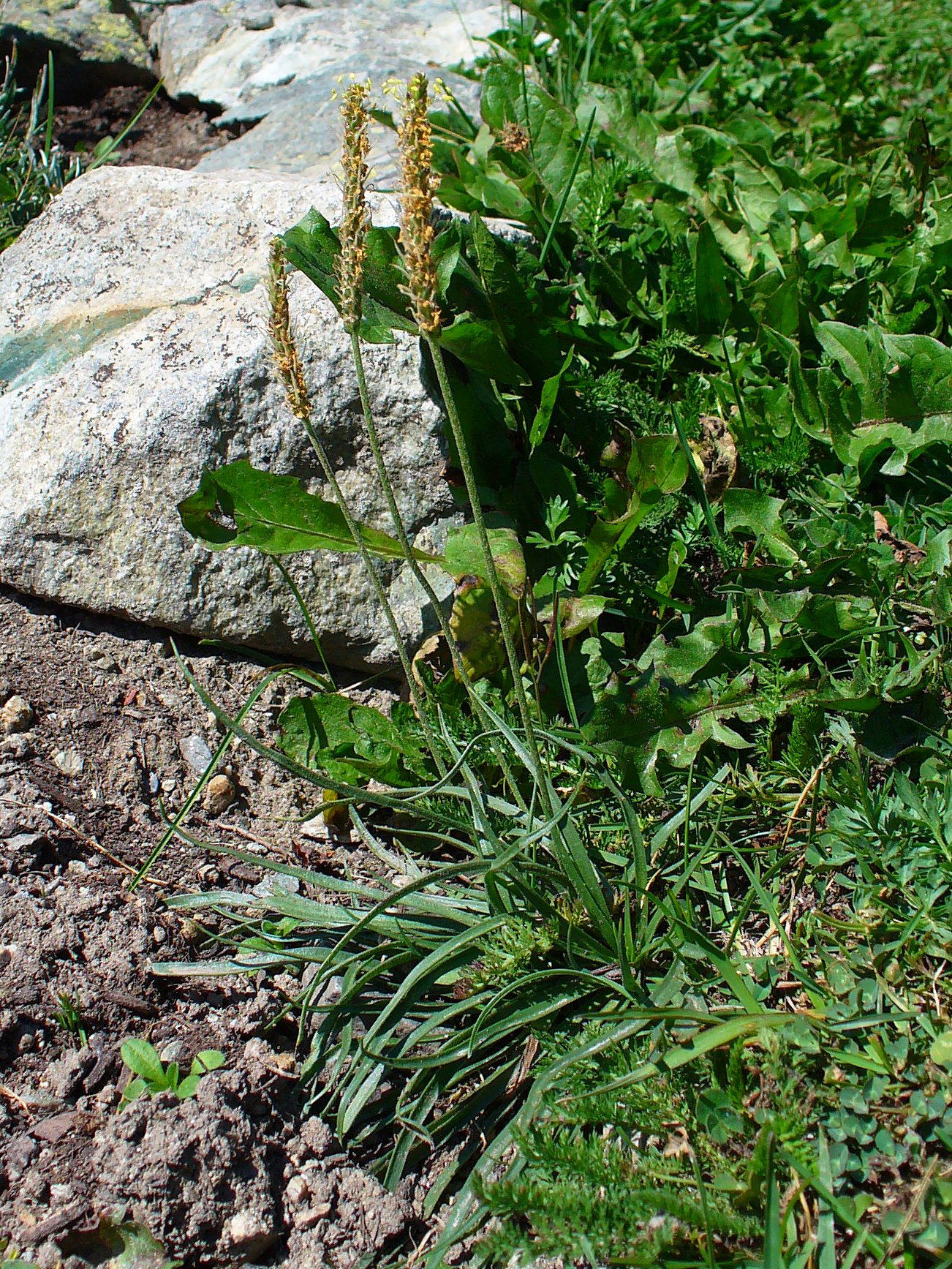
Plantago maritima

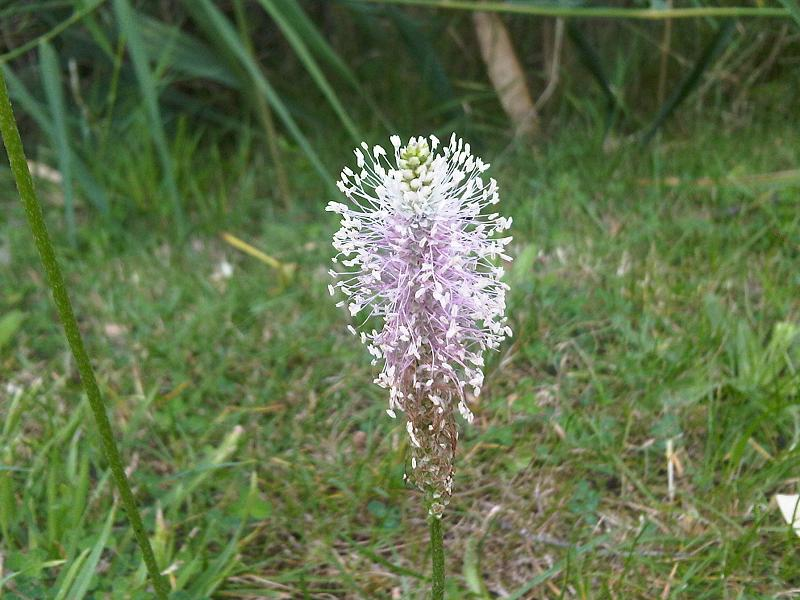
Plantago media

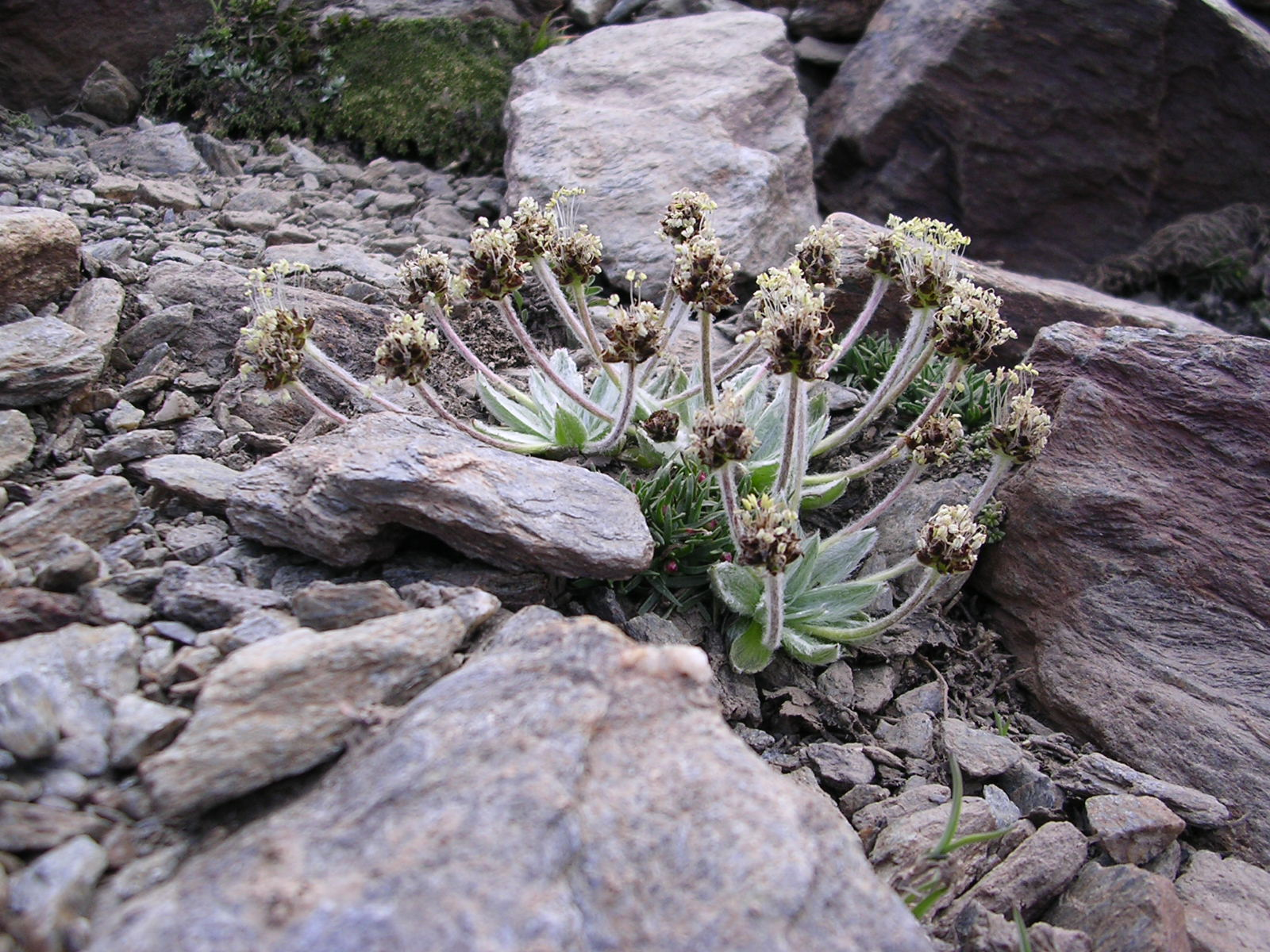
Plantago nivalis

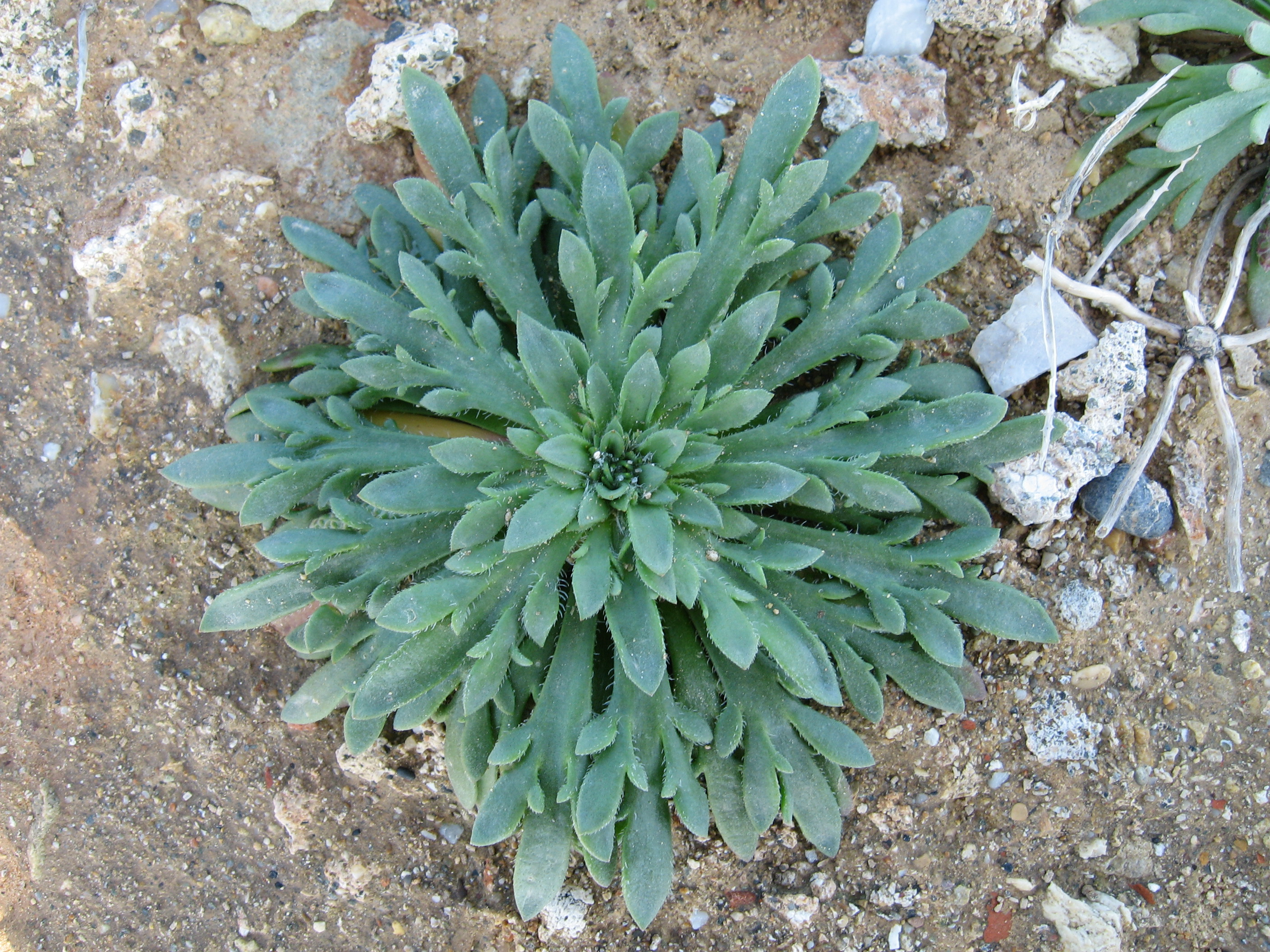
Plantago weldenii

Az útifű (Plantago) az ajakosvirágúak (Lamiales) rendjébe, ezen belül az útifűfélék (Plantaginaceae) családjába tartozó nemzetség.

## Rendszerezés
A nemzetségbe az alábbi 4 alnemzetség és 115 faj tartozik:
- Plantago subg. Bougueria (Decne.) Rahn, 1996
  - Plantago debilis R.Br.
  - Plantago elongata Pursh
  - Plantago hookeriana Fisch. & C.A.Mey.
  - Plantago nubicola (Decne.) Rahn
- Plantago subg. Coronopus (Lam. & DC.) Rahn, 1978
  - csókalábú útifű vagy tengerparti útifű (Plantago coronopus) L.
  - Plantago serraria L.
  - sziki útifű (Plantago maritima) L.
- Plantago subg. Plantago
  - Plantago asiatica L.
  - Plantago australis Lam.
  - Plantago cordata Lam.
  - Plantago depressa Willd.
  - Plantago galapagensis Rahn
  - Plantago hawaiiensis Pilg.
  - Plantago japonica Franch. & Sav.
  - Plantago macrocarpa Cham. & Schltdl.
  - nagy útifű (Plantago major) L.
  - réti útifű (Plantago media) L.
  - Plantago princeps Cham. & Schltdl.
  - Plantago pusilla Nutt.
  - Plantago rhodosperma Decne.
  - Plantago rugelii Decne.
  - Plantago virginica L.
- Plantago subg. Psyllium (Juss.) Harms & Reiche, 1895
  - Plantago albicans L.
  - Plantago amplexicaulis Cav.
  - Plantago orzuiensis S.Mohsenz. et al., 2010
  - egyiptomi útifű (Plantago ovata) Forssk.
  - Plantago argyrea E.Morris
  - Plantago aristata Michx.
  - Plantago erecta E.Morris
  - Plantago helleri Small
  - Plantago patagonica Jacq.
  - Plantago altissima L.
  - Plantago lagopus L.
  - lándzsás útifű (Plantago lanceolata) L.
  - balhafű (Plantago afra) L.
  - Plantago arenaria Waldst. & Kit.
  - Plantago euphratica Decne. ex Barnéoud
  - Plantago scabra Moench
  - Plantago sempervirens Crantz
  - Plantago squarrosa Murray
- Az alábbi fajok, legalábbis a Wikifajok szerint, nem tartoznak a fenti alnemzetségekbe, vagy még nincsenek ott megszerkesztve:
  - Plantago alismatifolia Pilg.
  - Plantago alopecurus Decne.
  - Plantago alpina L.
  - Plantago arborescens Poir.
  - Plantago argentea Chaix
  - Plantago argentina Pilg.
  - Plantago atrata' Hoppe
  - Plantago barbata G.Forst.
  - Plantago berroi Pilg.
  - Plantago bismarckii Niederl.
  - Plantago brasiliensis Sims
  - Plantago buchtienii Pilg.
  - Plantago cafra Decne.
  - Plantago canescens Adams
  - Plantago catharinea Decne.
  - Plantago commersoniana Decne.
  - Plantago correae Rahn
  - Plantago densa Rahn
  - Plantago densiflora J.Z. Liu
  - Plantago dielsiana Pilg.
  - Plantago dubia L.
  - Plantago eriopoda Torr.
  - Plantago fengdouensis (Z.E. Zhao & Y. Wang) Y. Wang & Z.Y. Li
  - Plantago fernandezia Bert. ex Barn.
  - Plantago firma Kunze ex Walp.
  - Plantago floccosa Decne.
  - Plantago grandiflora Meyen
  - Plantago griffithii Decne.
  - Plantago guilleminiana Decne.
  - Plantago heterophylla Nutt.
  - Plantago hispidula Ruiz & Pav.
  - Plantago intermedia DC.
  - Plantago jujuyensis Rahn
  - Plantago lamprophylla Pilg.
  - Plantago lanatifolia (J.M. Coult. & Fisher) Small ex E. Morris
  - Plantago lessingii Fisch. & C.A. Mey.
  - Plantago leucophylla Decne.
  - Plantago limensis Pers.
  - Plantago linearis Kunth
  - Plantago litorea Phil.
  - Plantago longissima Decne.
  - Plantago lundborgii Sparre
  - Plantago macrorhiza Poir.
  - óriás útifű (Plantago maxima) Jacq.
  - Plantago myosuros Lam.
  - Plantago neumannii Opiz
  - Plantago nivalis Boiss.
  - Plantago nivea Kunth
  - Plantago orbignyana Steinh. ex Decne.
  - Plantago penantha Griseb.
  - Plantago pulvinata Speg.
  - Plantago rancaguae Steud.
  - Plantago rigida Kunth
  - Plantago robusta Roxb.
  - Plantago salsa Pall.
  - Plantago sawadai (Yamam.) Yamam.
  - Plantago schrenkii C. Koch
  - Plantago sempervivoides Dusén
  - Plantago sericea Ruiz & Pav.
  - Plantago squalida Salisb.
  - Plantago subpolaris Andrejev
  - Plantago subulata L.
  - erdélyi útifű (Plantago schwarzenbergiana) Schur
  - Plantago tacnensis Pilg.
  - Plantago tehuelcha Speg.
  - Plantago tolucensis Pilg.
  - Plantago tomentosa Lam.
  - Plantago truncata Cham. & Schltdl.
  - Plantago tubulosa Decne.
  - Plantago uniglumis Wallr. ex Walp.
  - Plantago urvillei Opiz
  - Plantago ventanensis Pilg.
  - Plantago weddelliana Decne.
  - Plantago weldenii Rchb.
  - Plantago winteri Wirtg.